# Arena Coliseo Monterrey
Arena Coliseo Monterrey var en inomhusarena i centrala Monterrey i Nuevo León i Mexiko. Arenan invigdes 1955 och hade en kapacitet för 5 500 åskådare. Den användes främst för lucha libre, mexikansk fribrottning, som kontinuerligt arrangerats i arenan sedan dess uppförande. Dock även boxning och andra scenevenemang. 
Arenan var belägen mitt i distriktet Zona Metro i centrala Monterrey, på Avenida Cristóbal Colón 1050, mitt emot stadens centrala bussterminal och endast ett kvarter från tunnelbanestationen Central.
Arenan revs i januari 2024.